# Capistrankanzel

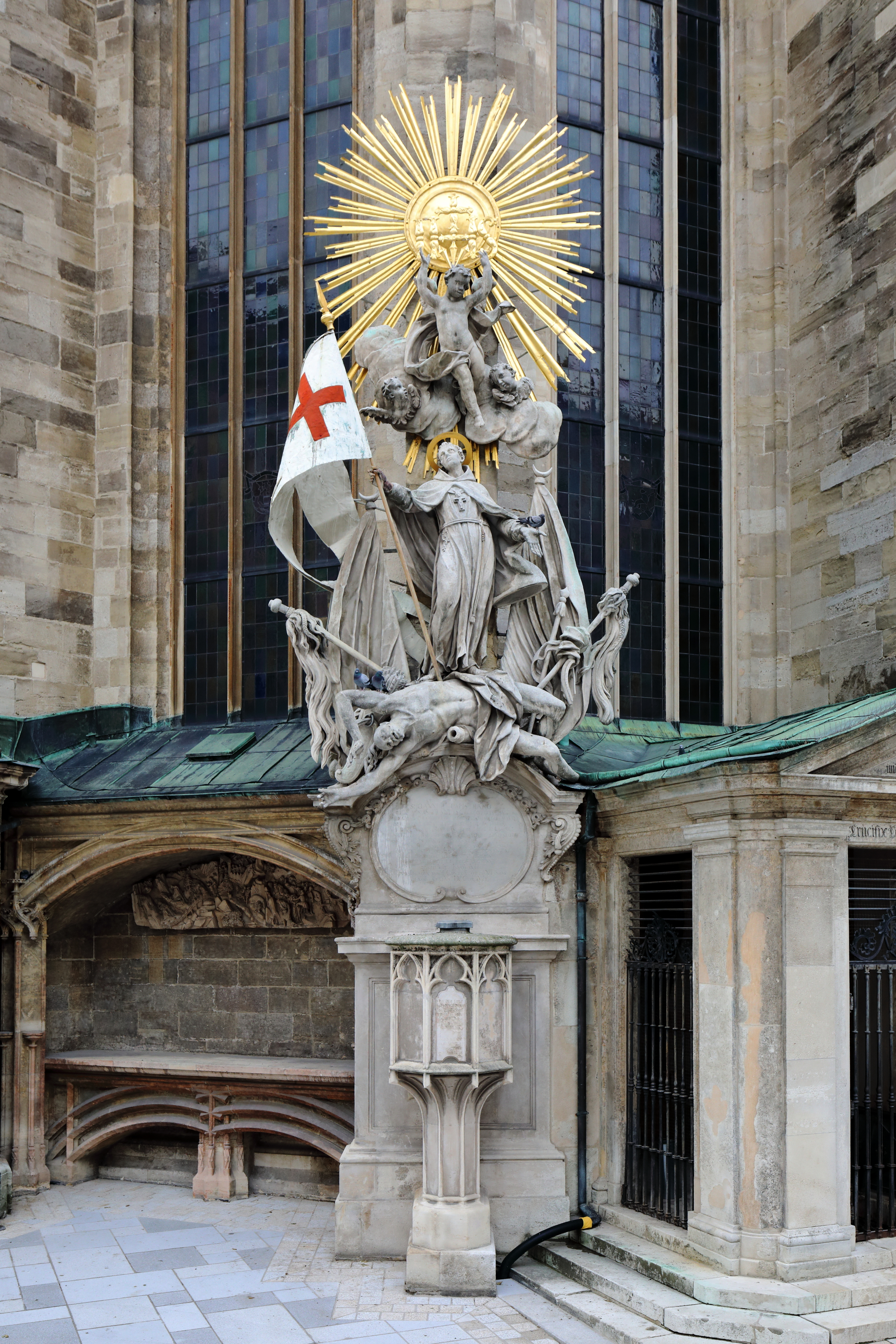
Capistrankanzel mit barocker figuraler Gruppe

Die Capistrankanzel befindet sich außen an der Ecke des Nordchors des Wiener Stephansdoms. Die gotische Kanzel bildet mit einer barocken Figurengruppe ein Denkmalensemble zu Ehren des heiligen Franziskanerbruders Johannes Capistranus.

## Geschichte
Von der Kanzel predigte Capistran und sie stand ab etwa 1430 vermutlich inmitten des Stephansfriedhofes. Ursprünglich war sie ein Schnitzwerk aus Eichenholz. Später in Stein nachgebildet, wurde sie mit Auflassung des Friedhofs um 1735 dicht an den Dom versetzt und 1737/38 zu einem Teil eines Denkmals umgeformt, indem sie um eine figurale Gruppe erweitert wurde. Diese wurde von dem Bildhauer Johann Joseph Resler nach einem Entwurf des Malers François Roettiers errichtet und war Reslers erste urkundlich belegte selbständige Arbeit.

## Beschreibung
Figurale Gruppe
Auf einem Sockel mit Inschriftenkartusche hinter der Freikanzel ist die Figur des Heiligen mit Fahne in der rechten Hand dargestellt, zu seinen Füssen ein liegender (besiegter) Türke und ihn umgebend Waffen- und Fahnentrophäen. Bekrönt ist er mit einer Wolkengloriole mit Putto und einem Strahlenkranz.
Der dargestellte Türke erinnert daran, dass Capistranus nach dem Fall Konstantinopels (1453) zu einem Kreuzzug gegen die Türken aufrief und 1456 bei diesem Kreuzzug eine wichtige Rolle bei der Verteidigung Belgrads gegen die Türken spielte.
Kanzel
Die Bühne ist vierseitig mit abgestumpften Ecken nach vorne, wodurch die Brüstung dahin dreiseitig wird. Rückwärts ist die Bühne offen. Die Brüstungswände sind mit spitzbogigem Blendmaßwerk geziert.

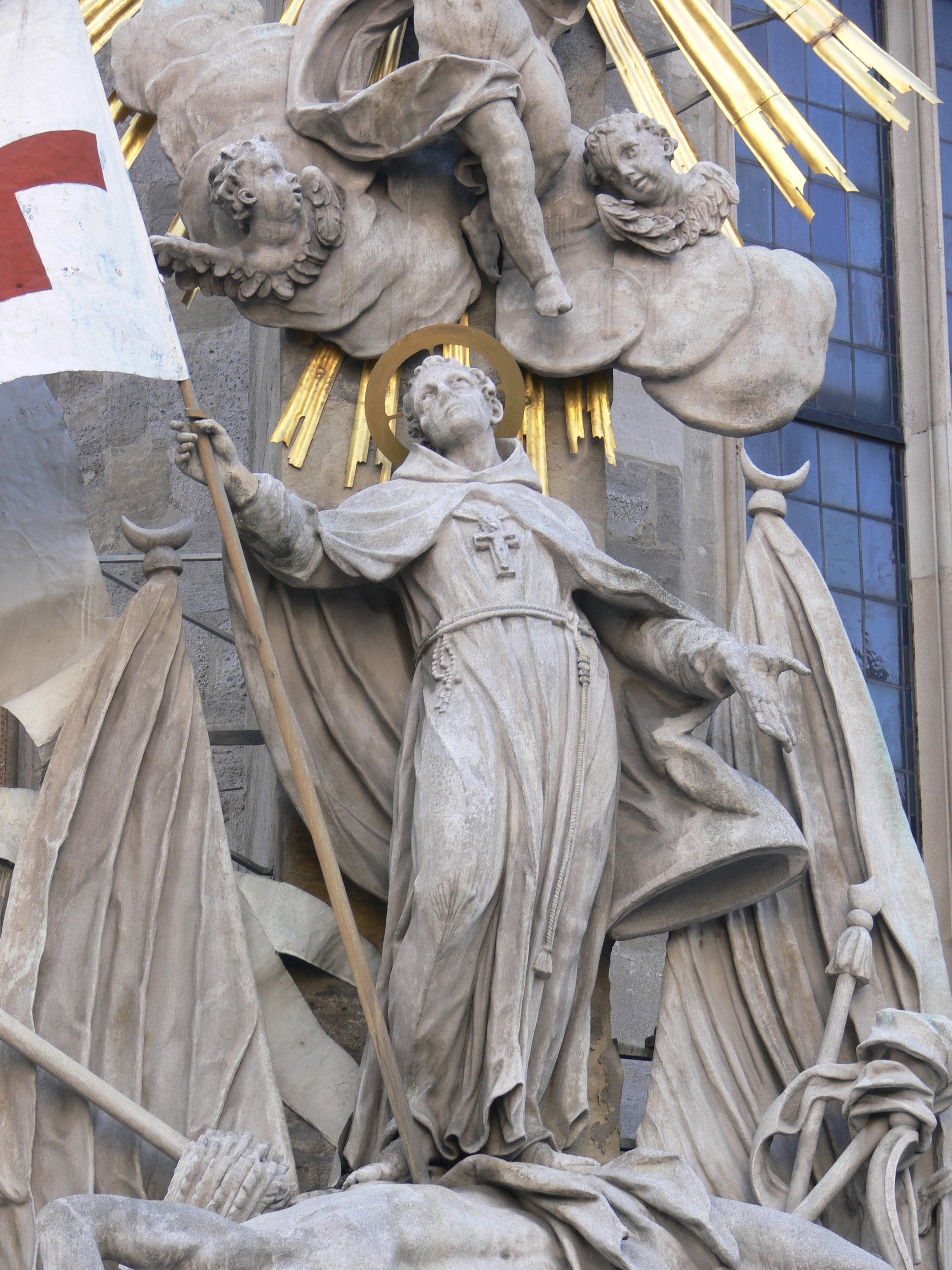
Johannes Capistranus
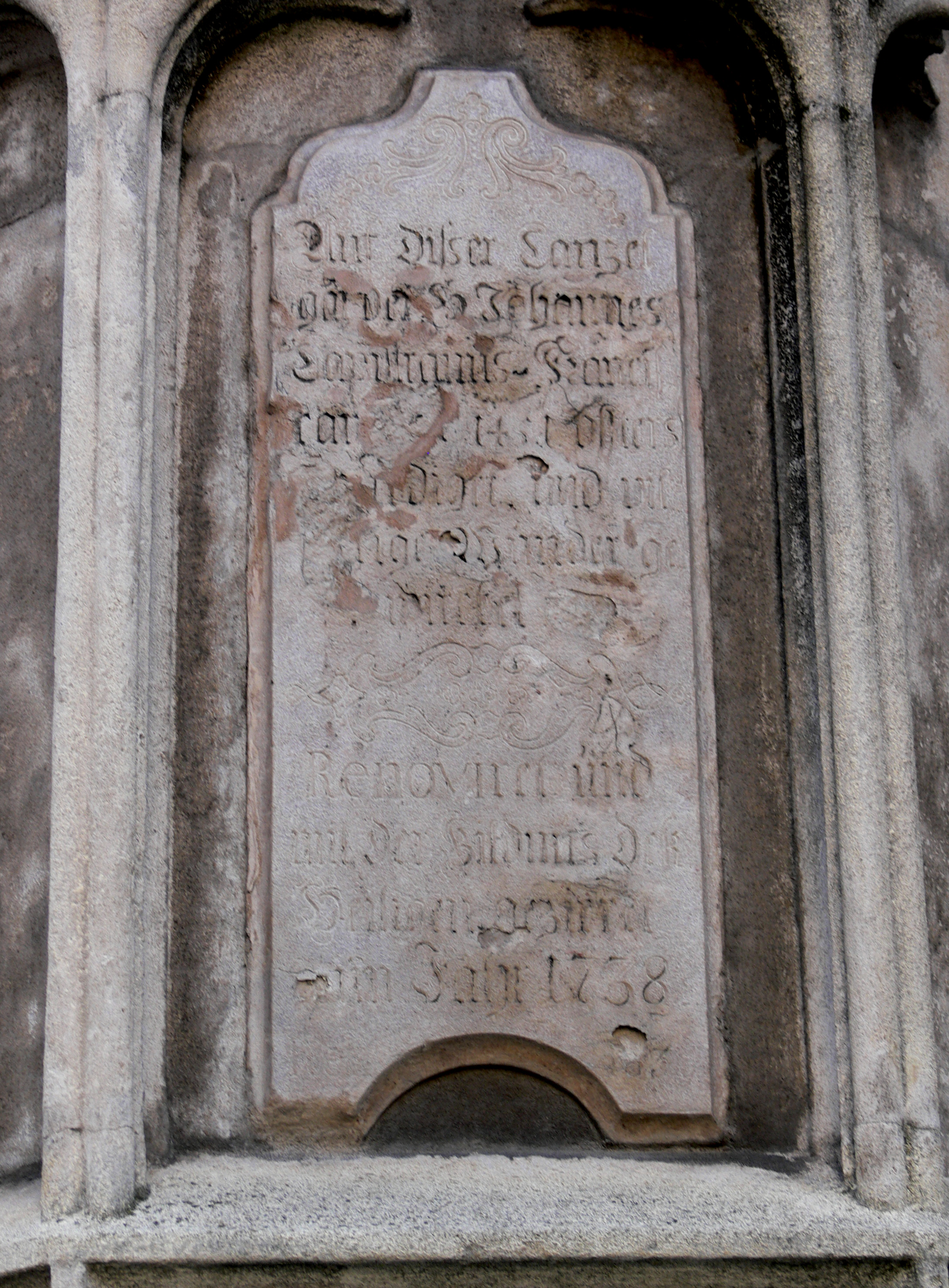
Detail der Kanzel
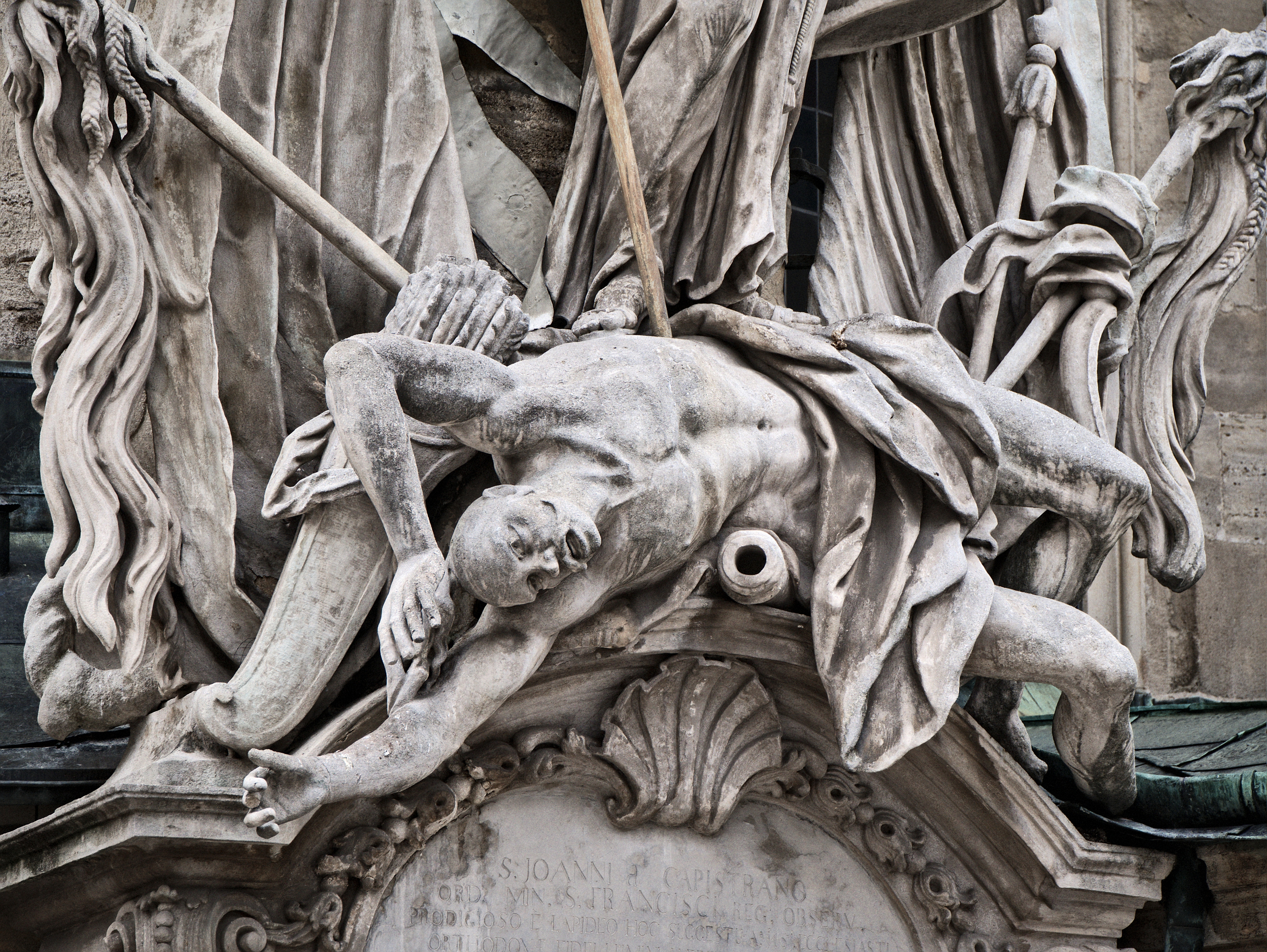
Detail: Besiegter Türke
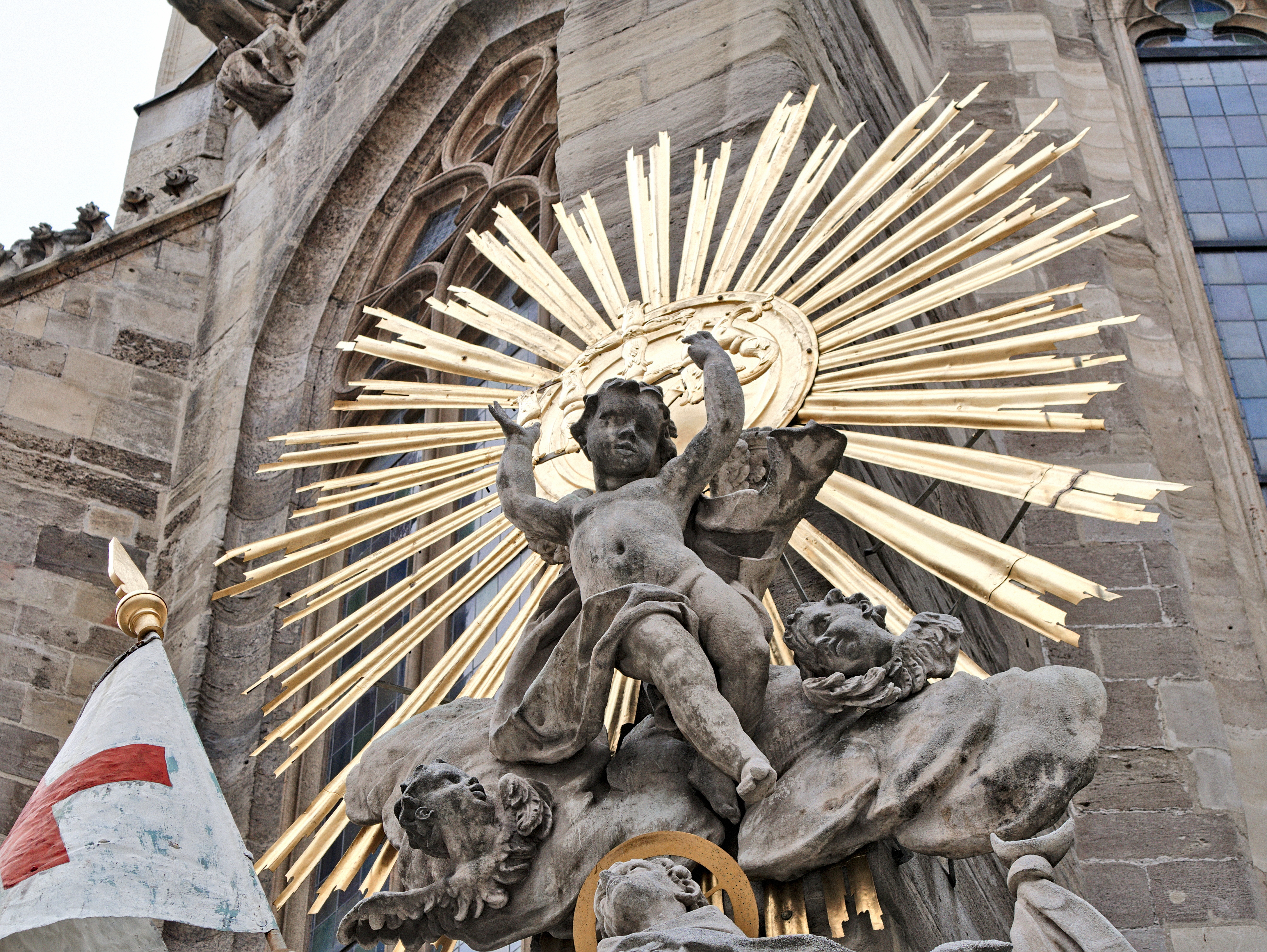
Detail